# Cohete sonda

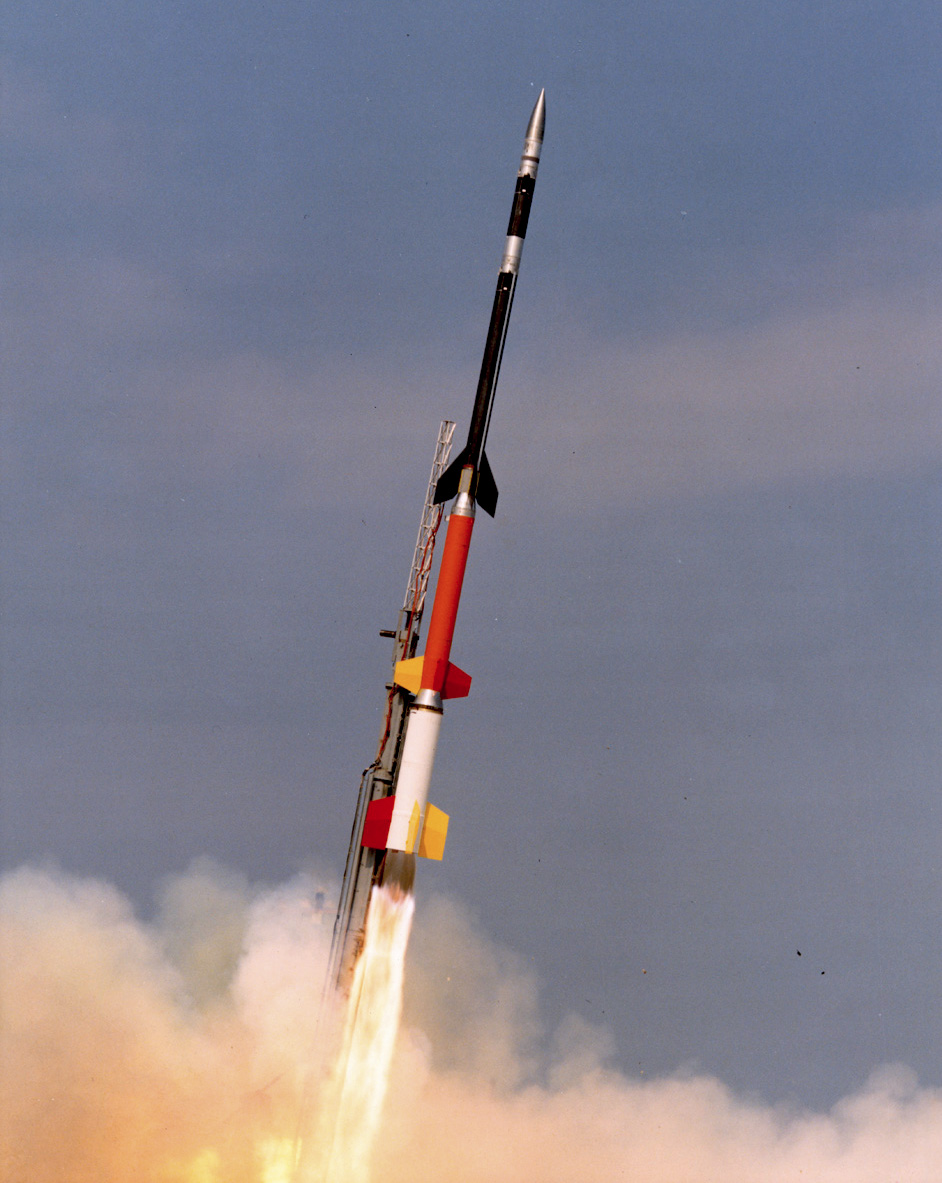
Un cohete Black Brant XII siendo lanzado desde Wallops Flight Facility.

Un cohete sonda es un pequeño cohete que lleva instrumentos para estudiar la atmósfera superior de la Tierra o para realizar observaciones astronómicas desde por encima de la atmósfera. Un cohete sonda al contrario de un vehículo de lanzamiento no entra en órbita, generalmente su vuelo realiza una trayectoria parabólica describiendo un vuelo suborbital.
Los cohetes son utilizados para transportar instrumentos desde 50 a 1500 kilómetros sobre la superficie de la tierra, generalmente la altitud entre los globos meteorológicos y los satélites. Algunos cohetes sonda, como el Black brant X y XII, tienen un apogeo entre 1000 y 1500 kilómetros, el máximo apogeo de su clase. A menudo los cohetes sonda utilizan motores de cohetes de excedentes militares.

## Diseño
Un cohete sonda común consiste en un motor de cohete de combustible sólido y una carga útil científica. La parte del vuelo en caída libre es una trayectoria elíptica con el eje mayor vertical, que permite a la carga útil parecer estar suspendido cerca de su apogeo. La media del tiempo de vuelo es menor a 30 minutos, generalmente entre cinco y veinte minutos. El cohete consume su combustible en la primera etapa de la parte ascendente del vuelo, y a continuación se separa y cae, dejando a la carga útil para completar el arco y volver al suelo con un paracaídas.